# Lampetis lomii
Lampetis lomii es una especie de escarabajo del género Lampetis, familia Buprestidae. Fue descrita científicamente por Obenberger en 1940.